# Wake Me When the War Is Over
Wake Me When the War Is Over is een Amerikaanse komedie uit 1969 onder regie van Gene Nelson. De film is oorspronkelijk gemaakt voor TV en bevindt zich inmiddels in het publieke domein.

## Plot
Een Amerikaanse soldaat komt tijdens de Tweede Wereldoorlog in Duitsland terecht. Hij krijgt een ongeluk en wordt opgenomen door een Duitse barones. Zij wil niet dat hij weggaat en vertelt het daarom niet wanneer de oorlog voorbij is. Vijf jaar later denkt hij dat het nog steeds oorlog is.

## Rolverdeling
| Acteur           | Personage        |
| ---------------- | ---------------- |
| Ken Berry        | Roger Carrington |
| Eva Gabor        | Barones Marlene  |
| Werner Klemperer | Erich Mueller    |
| Danielle De Metz | Eva              |
| Hans Conried     | Erhardt          |
| Jim Backus       | Colonel          |